# آلان برنارد
آلان برنارد (بالفرنسية: Alain Bernard)‏ (25 سبتمبر 1953 هييريس فرنسا - 25 يناير 2019) هو لاعب كرة قدم فرنسي، لعب كمهاجم.

## روابط خارجية
- آلان برنارد على موقع قاعدة بيانات كرة القدم.إي يو (الإنجليزية)